# عارف إسماعيل
عارف إسماعيل (7 مارس 1986 في ماليزيا - ) هو لاعب كرة قدم ماليزي في مركز الدفاع. شارك مع منتخب ماليزيا لكرة القدم. أما مع النوادي، فقد لعب مع Sime Darby F.C. ‏ وPerak F.C. ‏ ونيجري سمبيلان ‏ وKuala Lumpur Football Association ‏.

## وصلات خارجية
- عارف إسماعيل على موقع قاعدة بيانات كرة القدم.إي يو (الإنجليزية)
- عارف إسماعيل على موقع Soccerway.com (الإنجليزية)